# Briosco
Briosco (AFI: [briˈosko], Briósch in dialetto brianzolo) è un comune italiano di 6 111 abitanti della provincia di Monza e della Brianza in Lombardia.

## Geografia fisica

### Territorio
Il Comune di Briosco confina con quelli di Giussano, Inverigo, Veduggio con Colzano, Renate, Besana Brianza, Carate Brianza. Il territorio è tipicamente collinare e ha le sue massime elevazioni sulla collina di Capriano (327 m) e sulla collina del Simonte (314 m). È attraversato da nord a sud dalla valle del Lambro e dal tracciato della superstrada Milano-Lecco-Colico.
Buona parte del territorio comunale rientra nei confini del Parco Regionale della Valle del Lambro. Le aree più interessanti dal punto di vista ambientale sono il tratto brioschese della valle del Lambro e la valle della Bevera, che conservano ampie zone di verde agricolo e di boschi. L'area boschiva più importante è quella detta della "Gagiada", che si trova appunto nella valle della Bevera, tra Briosco e Capriano.
Punti panoramici degni di attenzione si trovano sulla collina di Capriano, sulla collina del Simonte e presso la cascina Verana.

## Storia
Non vi sono notizie certe su Briosco prima dell'anno Mille. Il borgo doveva essere sorto certamente prima di questa epoca, forse per iniziativa di un nucleo longobardo, e doveva essersi formato per aggregazione di alcune corti rurali attorno ad un centro fortificato costruito a guardia della valle del Lambro.
Nel 1289 Goffredo da Bussero conta a Briosco ben quattro chiese, dedicate rispettivamente a San Vittore, Sant'Ambrogio, San Gregorio e San Maurizio. Briosco faceva allora capo, e fu così ancora per molti secoli, alla pieve di Agliate.
Nel Medioevo è testimoniato a Briosco anche un insediamento femminile dell'ordine degli Umiliati.
Di antica origine sono anche i mulini nella località Peregallo, sicuramente documentati dal 1402, ma certamente più antichi, dato che la località figura fin dal 1237 tra le proprietà del Monastero Maggiore di Milano.
Nei secoli successivi, il territorio di Briosco, infeudato alla famiglia Crivelli, conosce un modesto sviluppo grazie alle attività agricole e all'insediamento di alcune famiglie nobili, che qui si fanno costruire le loro residenze estive; tra queste si ricordano i Porro Lodi, gli Andreotti, i Medici di Marignano, gli Annoni, i Casanova, i Medici da Seregno e i Trivulzio.
Nel 1898, dopo secoli di anonimato, Briosco sale agli onori della cronaca nazionale per la solidarietà che i giornali cattolici italiani manifestano a favore di numerose famiglie di contadini brioschesi minacciati di sfratto da alcuni proprietari terrieri.
Intorno alla metà dell'Ottocento è costruita presso il Lambro una cartiera della ditta Lebon e Compagni; dopo vari cambi di proprietà, la cartiera viene acquistata dalla famiglia Villa, che la mantiene in attività fino al 1975.
Altre attività industriali e artigianali sono sorte nei settori del legno, del tessile e della meccanica.
Nella frazione di Fornaci si era invece sviluppata una fiorente produzione di laterizi realizzati completamente a mano, mattoni pieni, pianelle per la pavimentazione e tegole per la copertura tetti, che si giovava in parte delle locali cave di argilla. Le aziende erano proprietà della famiglia Consonni che si avvaleva della collaborazione di personale residente in loco e nel pieno della stagione estiva anche di maestranze provenienti dal Bresciano a cui i titolari Consonni davano alloggio all'intera famiglia. Oggi questa attività è prevalentemente abbandonata a causa della mancanza delle materie prime ovvero argilla e terra rossa essenziali per la realizzazione dei manufatti. Dobbiamo inoltre ricordare che negli anni '50 le varie Fornaci si sono adeguate attrezzandosi con macchinari per realizzare gli attuali mattoni forati. Ad oggi è ancora attiva nella frazione di Fornaci la fornace Artistica Riva. Fondata negli anni '35-'40 dai coniugi Rebattini per dare modo alla figlia Artemisia di realizzare e cuocere le sue opere. Venuta a mancare quest'ultima quarantenne l'attività è stata ceduta agli attuali proprietari Riva che continuano nell'opera di produrre Manufatti artistici e pianelle molto apprezzate. Tuttora artisti della zona si avvalgono della laboratorio Riva per realizzare e cuocere le proprie opere.

### Simboli
Lo stemma e il gonfalone sono stati concessi con decreto del presidente della Repubblica del 29 marzo 1995.
La figura araldica del castello fa riferimento all'ipotesi storica che in epoca altomedioevale esistesse nel territorio di Briosco un antico castello.
Le due stelle alludono alle frazioni di Capriano e di Fornaci.
Il gonfalone è un drappo di giallo.

## Società

### Evoluzione demografica
- 600 nel 1751
- 694 nel 1771
- 774 nel 1805
- 1 279 nel 1853
- 1 299 nel 1859
- 1 488 nel 1861
- 2 603 nel 1871 dopo annessione di Capriano nel 1869

Abitanti censiti

### Etnie e minoranze straniere
Secondo i dati ISTAT, al 31 dicembre 2010 la popolazione straniera residente era di 219 persone, pari al 3,67% di tutti i residenti. Le nazionalità maggiormente rappresentate in base alla loro percentuale sul totale della popolazione residente erano:
1. Marocco 45
2. Romania 22

## Cultura

### Istruzione

#### Biblioteche
La Biblioteca Comunale di Briosco fa parte del Sistema Bibliotecario BrianzaBiblioteche, ha sede a Briosco in Via Trieste 14, ed è aperta secondo i seguenti orari: dal martedì al venerdì dalle 15.00 alle 19.00, il sabato dalle 9.00 alle 13.00. L'iscrizione è gratuita e, una volta registrati, è possibile consultare e prendere in prestito libri, dvd, riviste e cd per ragazzi e per adulti. Al suo interno, inoltre, sono disponibili spazi per lo studio e wifi gratuito.

## Infrastrutture e trasporti
Fra il 1912 e il 1931 era in funzione la ferrovia Renate-Romanò Fornaci,diramazione della Monza-Molteno-Oggiono e nella frazione di Fornaci aveva la sua stazione ferroviaria.

## Amministrazione
| Periodo | Periodo     | Primo cittadino   | Partito            | Carica  | Note       |
| ------- | ----------- | ----------------- | ------------------ | ------- | ---------- |
| 2004    | 2009        | Andrea Folco      | Progetto Briosco   | Sindaco |            |
| 2009    | 2019        | Anna Maria Casati | Progetto Briosco   | Sindaco |            |
| 2019    | 2021        | Antonio Verbicaro | Lega-centro-destra | Sindaco |            |
| 2021    | "in carica" | Antonio Verbicaro | Lega-centro-destra | Sindaco | 2º mandato |

## Sport
A Briosco ha sede la squadra di calcio A.S.D. Brioschese militante in terza categoria